# Louis Daguerre

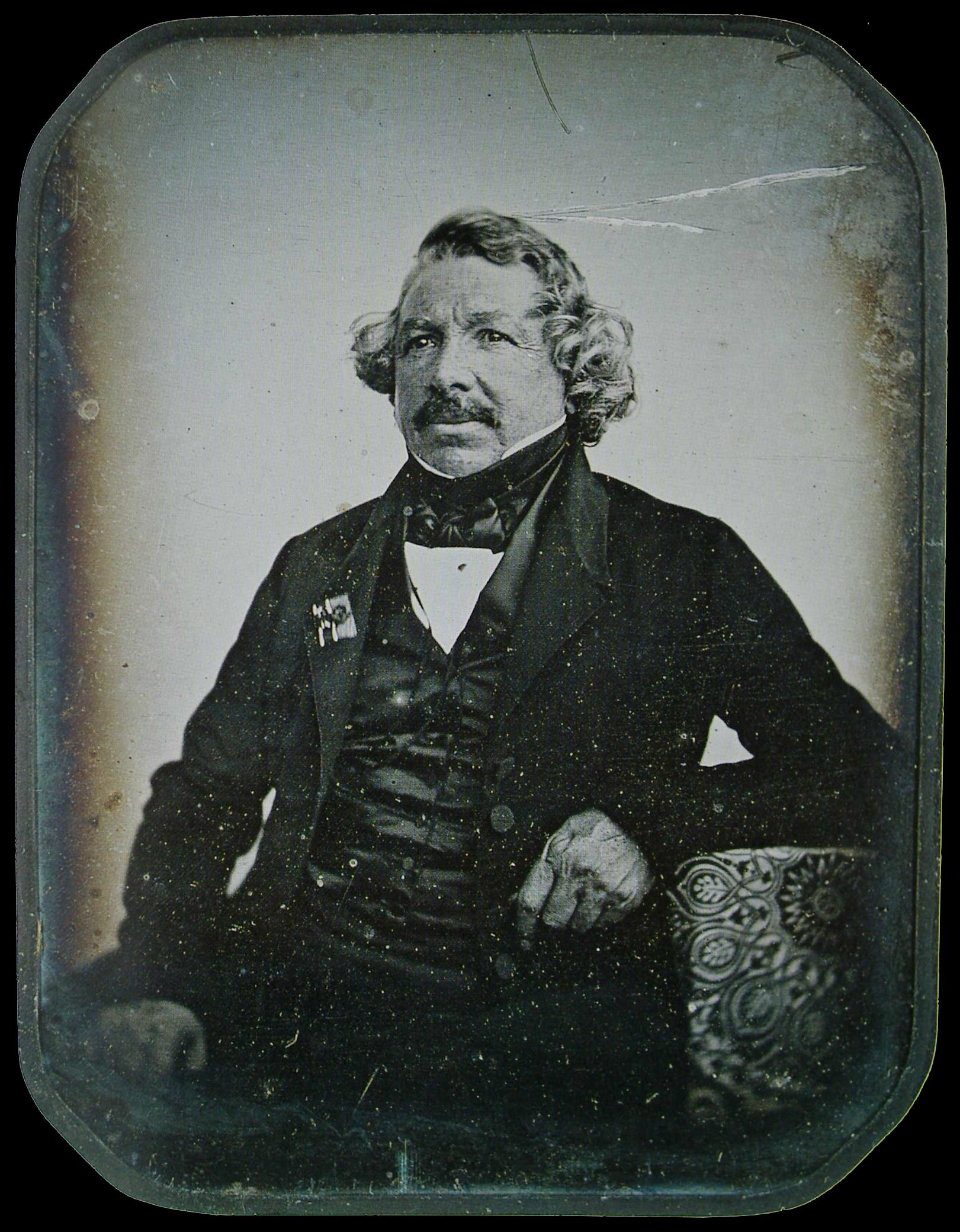
Louis Jacques Mandé Daguerre, 1844, Aufnahme von Jean-Baptiste Sabatier-Blot

Louis Jacques Mandé Daguerre /daɡɛʁ/ (* 18. November 1787 in Cormeilles-en-Parisis; † 10. Juli 1851 in Bry-sur-Marne) war ein französischer Maler und Erfinder des ersten kommerziell nutzbaren fotografischen Verfahrens, der Daguerreotypie. Neben den Brüdern Joseph und Claude Niépce, William Henry Fox Talbot und Hippolyte Bayard gehört er zu den Pionieren der Fotografie.

## Leben

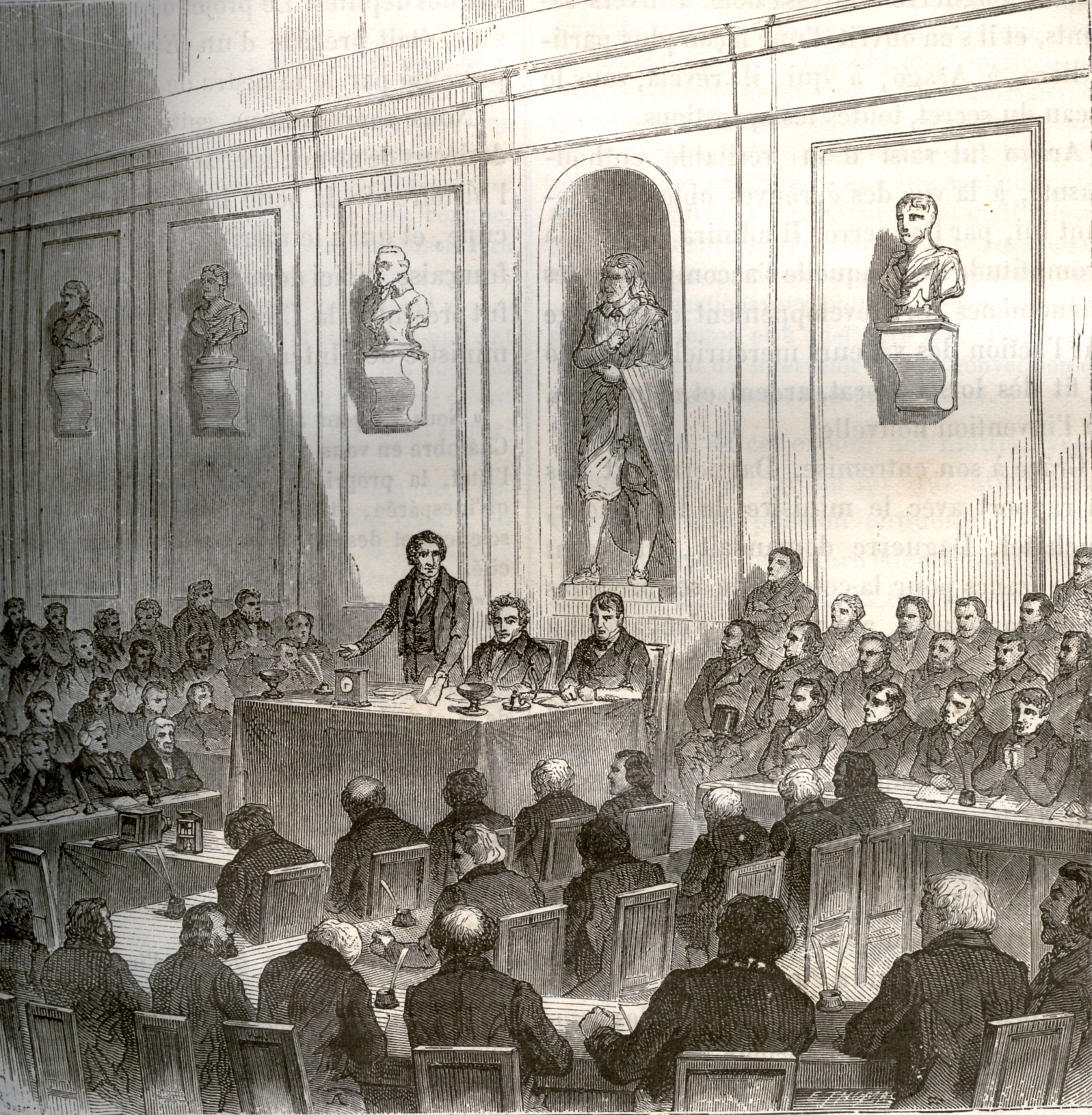
François Arago kündigt die Entdeckung von Daguerre in der öffentlichen Sitzung der Akademie der Wissenschaften in Paris am 19. August 1839 an

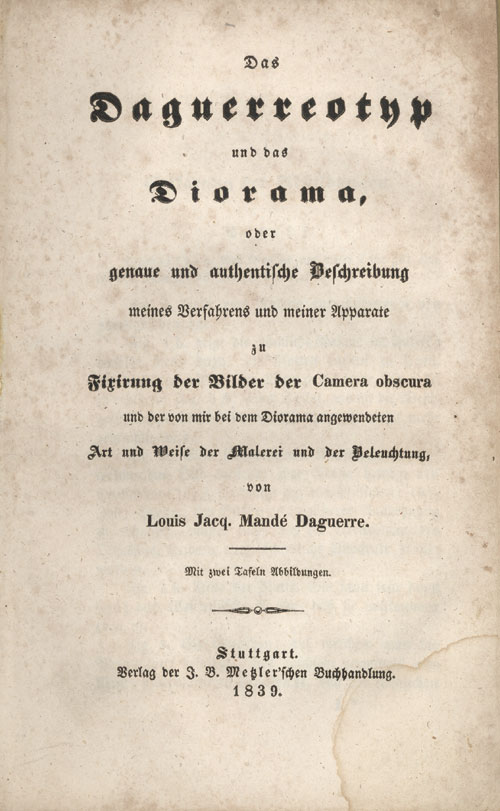
Titelbuchseite Daguerres aus dem Jahr 1839 (deutsche Übersetzung)

### Ausbildung und frühe Karriere als Theatermaler
Louis Daguerre stammte aus einfachen Verhältnissen. Er wurde 1787 als Sohn von Louis Jacques Daguerre (* ca. 1761) und Anne Antoinette Hauterre (* 7. Juli 1766) in Cormeilles-en-Parisis geboren und wuchs hauptsächlich in Orléans auf. Sein Vater war Gerichtsschreiber und später Schreiber der königlichen Staatsdomäne in Orléans. Am 11. September 1791 wurde seine jüngere Schwester Marie Antoinette Ulalie Daguerre geboren. Daguerre besuchte zunächst die Grundschule und wurde anschließend zu einem Architekten in die Lehre geschickt. Später brachte ihn sein Talent zum Zeichnen zum Beruf des Dekorationsmalers, wobei er sich besonders auf das Malen von Panoramen verstand. Dadurch fand er vor allem in Theatern Beschäftigung. Louis Daguerre heiratete am 10. November 1810 die zwanzigjährige Louise Georgina Arrowsmith († 24. März 1857), eine Französin mit britischen Wurzeln und Patenkind der Prinzessin Lamballe (1749–1792). Der Wunsch nach einem eigenen Kind blieb dem Paar allerdings jahrelang verwehrt, so dass Louis und seine Frau inoffiziell Marguérite-Félicité, die uneheliche Tochter von Louis’ Bruder Charles, adoptierten. Marguérite-Félicité arbeitete zwanzig Jahre später in Daguerres Diorama als Assistentin. Nach dem Tod ihrer Zieheltern wurde sie Alleinerbin des Familienvermögens. Mit dem Ziel, sich als Künstler zu vervollkommnen, ging Daguerre zum prominenten Pariser Bühnenbildmaler Eugène Marie Degotti, der auch Ausstattungschef der Pariser Oper war. Seit 1814 stellte er einige seiner Kunstwerke im Pariser Salon aus. Aufgrund der langjährigen Tätigkeit als Panoramenmaler, mit der er bei Degotti hauptsächlich sein Geld verdiente, erlangte er im August 1816 die Position des führenden Bühnenmalers im Théâtre de l’Ambigu-Comique im dritten Bezirk des Boulevard du Temple. Dieses Theater wurde ursprünglich 1769 als Marionettentheater gegründet und zählte in Paris zu den beliebtesten Theatern am Boulevard du Temple. Daguerre nahm großen Einfluss auf das bis dahin eher primitiv wirkende Bühnendesign und änderte es in ein modernes, mit Lichteffekten gefülltes und aufwändig bemaltes. Sein wohl bekanntestes Bühnenbild war der Ausbruch des Ätna in der Aufführung Le Belvédère, das zu den kommerziell erfolgreichsten Aufführungen des Ambigu-Theaters zählte. In den folgenden Jahren war er auch für die Pariser Oper tätig.

### Diorama

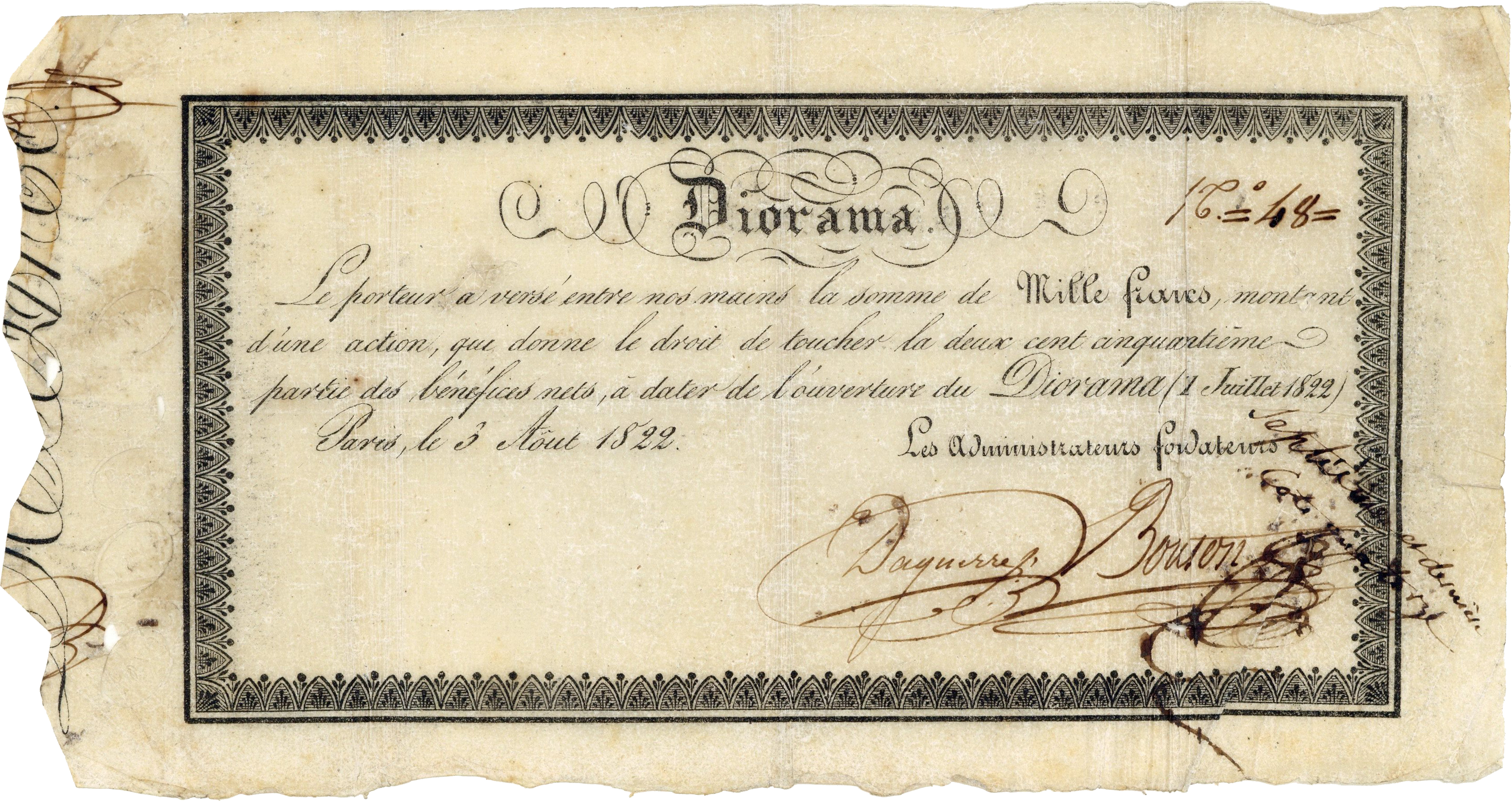
Aktie der Société d’exploitation du Diorama de Paris über 1000 Francs, ausgegeben am 3. August 1822, im Original unterschrieben von den beiden Erfindern und Gründungsvorständen Charles Marie Bouton und Louis Daguerre. Der Inhaber der Aktie hatte das Recht auf den zweihundertfünfzigsten Anteil der Nettogewinne ab der Eröffnung des Dioramas am 11. Juli 1822.

Im April 1821 schloss er sich mit seinem Kollegen Charles Marie Bouton, ein Panoramamaler des Studios von Pierre Prévost, zusammen. Gemeinsam eröffneten sie am 11. Juli 1821 in der Rue de Samson (heute Rue de la Douane) das Pariser Diorama. Der sensationelle Erfolg führte dazu, dass die beiden Künstler bereits am 29. September 1823 ein zweites Diorama in London eröffneten. In den folgenden zehn Jahren eröffneten in ganz Europa zahlreiche weitere Dioramen, die sich das Unternehmen von Daguerre und Bouton zum Vorbild nahmen. Berichte von Besuchen des Dioramas heben – zwischen Bild-, Licht- und Toneffekten – die besonderen multimedialen Effekte der dortigen Aufführungen hervor.

### Daguerreotypie
Ab etwa 1824 beschäftigte sich Daguerre im Zusammenhang mit seiner Dioramen-Malerei mit der Möglichkeit, die in einer Camera obscura projizierten Bilder mit lichtempfindlichen Materialien aufzeichnen und fixieren zu können. Durch die Vermittlung des Pariser Optikers Vincent Chevaliers trat Daguerre mit dem in Chalon-sur-Saône lebenden Joseph Nicéphore Niépce in Kontakt. Niépce hatte bereits ab 1814 vergleichbare Versuche unternommen. 1829 trafen sie eine juristische Vereinbarung, die die Grundlage ihrer weiteren Zusammenarbeit darstellte. Auf der Basis von Briefkontakt kooperierten sie fortan, in dem sie sich gegenseitig über die erzielten Fortschritte auf dem Laufenden hielten. Niépce, der 1833 starb, erlebte die Fertigstellung des Verfahrens jedoch nicht mehr. Der Kooperationsvertrag ging auf Niépces Sohn Isidore Niépce (1805–1868) über. Vermutlich im Jahr 1837 war das von Daguerre entwickelte fotografische Verfahren reif zur Veröffentlichung. Es handelt sich bei diesem Verfahren um unikale Direktpositive. In einem Brief an Isidore Niépce vom 28. April 1838 teilte Daguerre mit, dass er dieses Verfahren fortan nach sich selbst als „Daguerreotypie“ bezeichnen will. Daguerres Resultate wurden dann durch Vermittlung des Physikers, Astronomen und Politikers François Arago (1786–1853) am 7. Januar 1839 in der Académie des sciences (Akademie der Wissenschaften) erstmals vorgestellt und schließlich am 19. August 1839 einer breiten Öffentlichkeit vorgeführt. Auf Aragos Empfehlung hin wurden die Rechte an Daguerres Verfahren von der französischen Regierung aufgekauft und als ein Geschenk an die Welt gemeinfrei gemacht. Als Gegenleistung erhielt Daguerre eine lebenslange Rente von 6.000 Francs und der Erbe von Niépce, Isidor Niépce, eine solche in Höhe von 4.000 Francs. In Anerkennung seiner Leistungen erhielt Daguerre zahlreiche Auszeichnungen. Bereits 1839 wurde er in New York zum Ehrenmitglied der National Academy of Design gewählt. 1842 wurde er in den preußischen Orden Pour le Mérite für Wissenschaften und Künste als ausländisches Mitglied aufgenommen.
Louis Daguerre starb am 10. Juli 1851 an „dem Bersten einer Pulsadergeschwulst“ – vermutlich an einem Aneurysma – in Petit-Bry-sur-Marne bei Paris.
Sein fotografisches Verfahren wurde nach seinem Tod in Europa noch bis etwa Mitte der 1850er Jahre, in den USA noch bis in die 1860er Jahre angewandt, wie das Daguerreotypie-Porträt Abraham Lincolns von 1864, das seit 2006 den neu gestalteten amerikanischen 5-Dollar-Schein ziert, belegt. In diesem zu Ende gehenden Zeitraum wurde die Daguerreotypie von neuen und günstigeren fotografischen Methoden abgelöst. Louis Daguerre wurde später namentlich auf dem Eiffelturm verewigt, siehe Die 72 Namen auf dem Eiffelturm. Auch der Daguerre-Gletscher in der Antarktis trägt seinen Namen, ebenso der Asteroid (3256) Daguerre und der Mondkrater Daguerre.

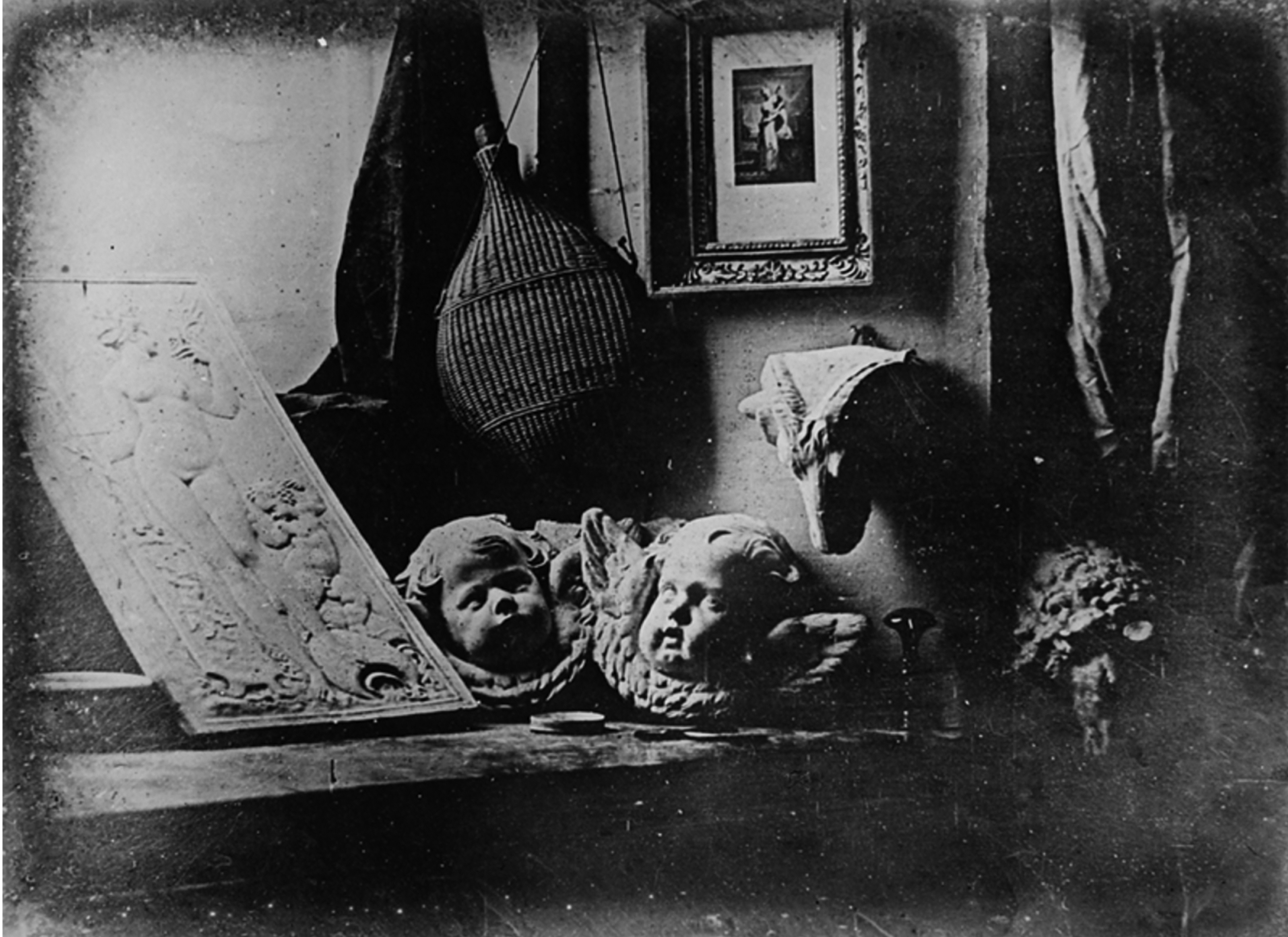
Die älteste erhaltene Daguerreotypie Daguerres aus dem Jahr 1837
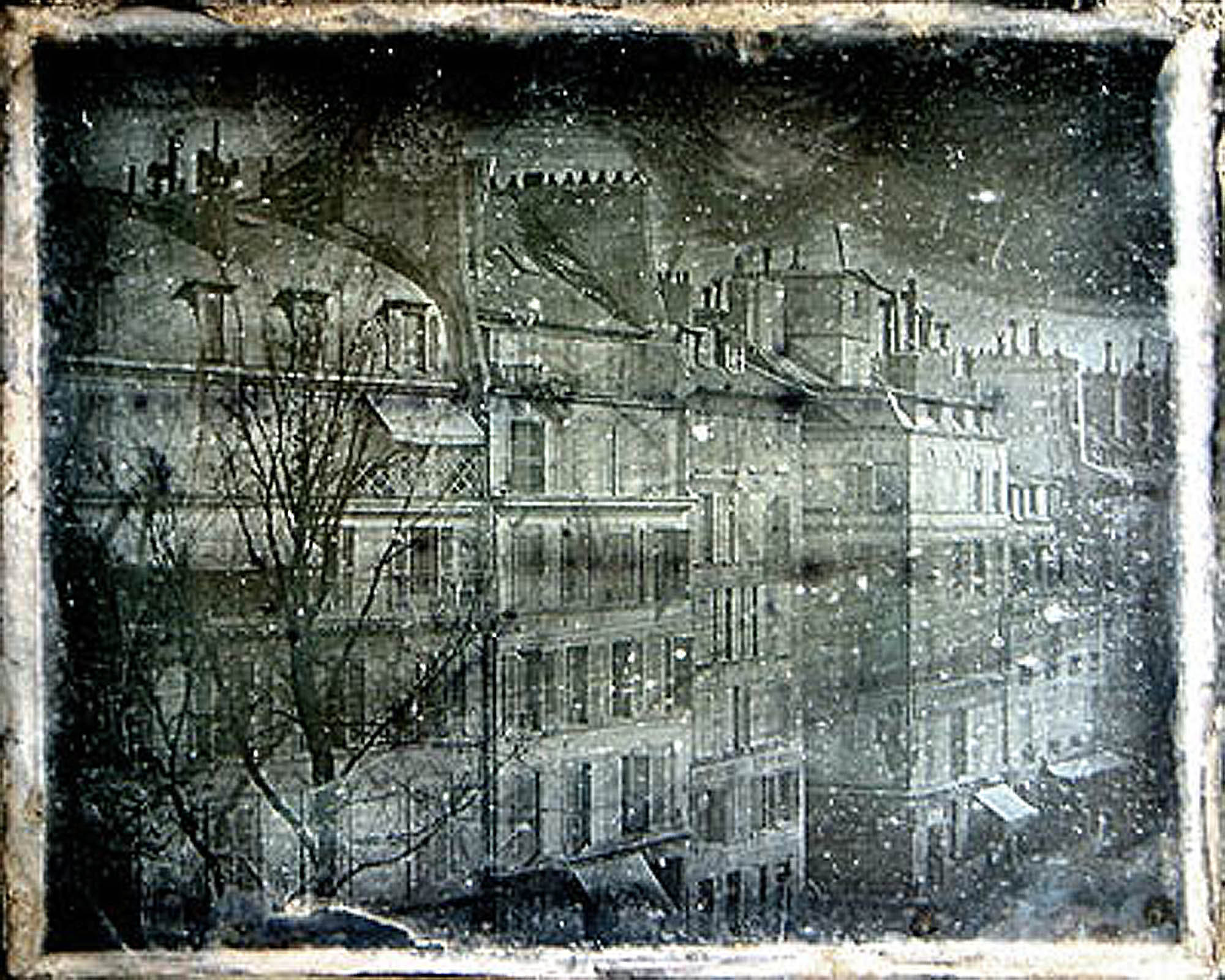
Blick aus Daguerres Wohnung, aufgenommen 1839
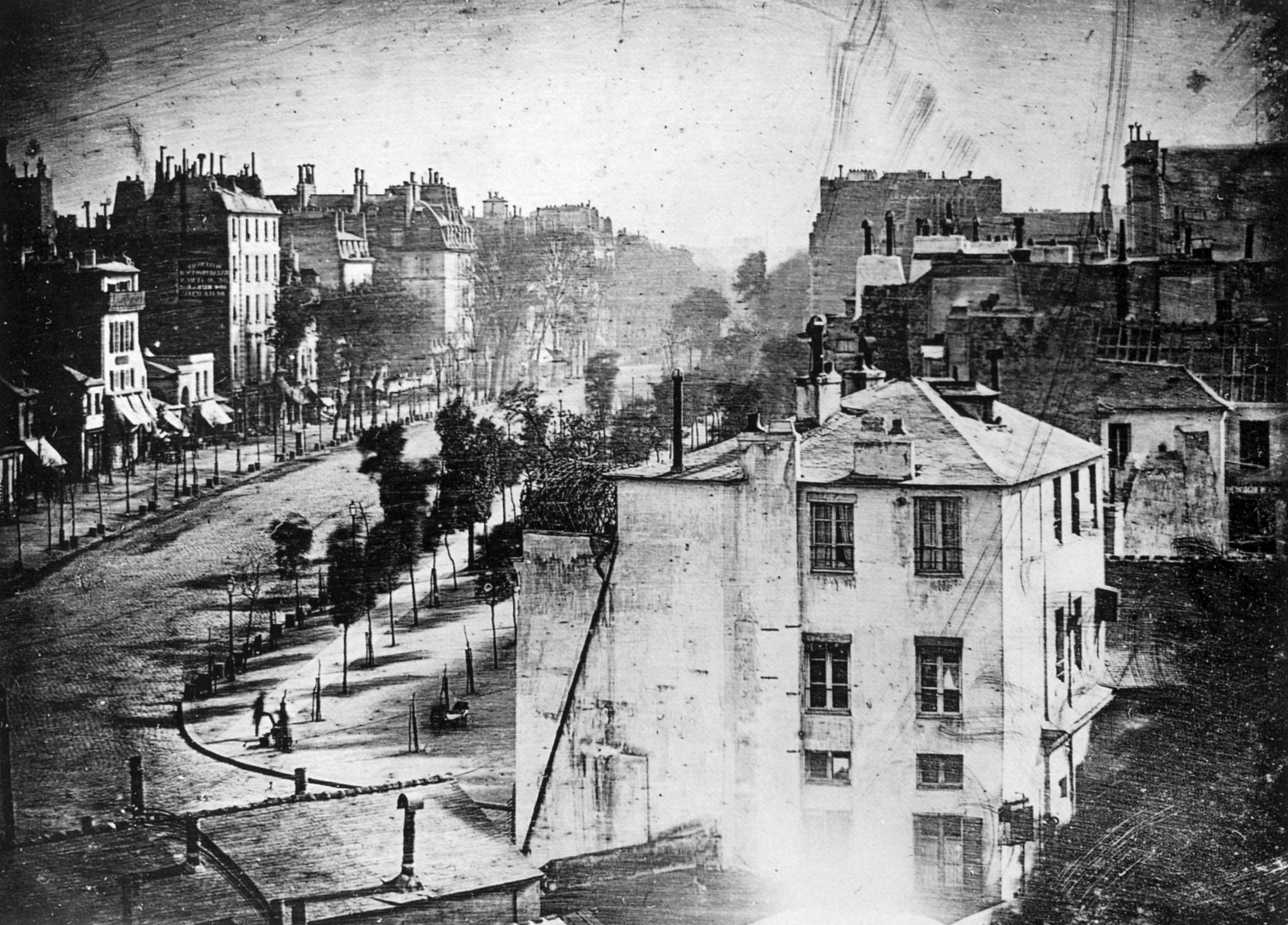
Boulevard in Paris, im Jahr 1839, aufgenommen von Daguerre
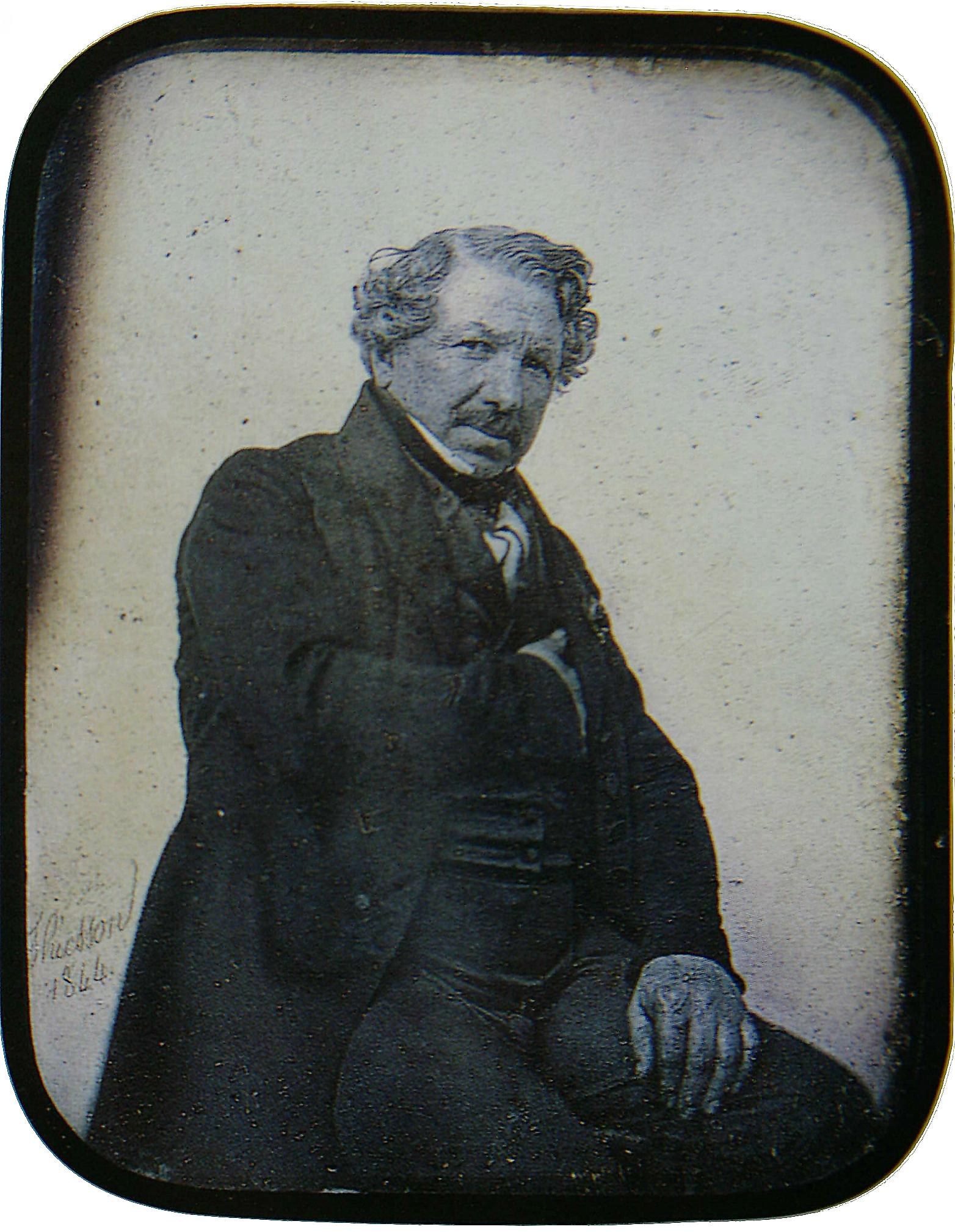
L.J.M. Daguerre im Jahr 1844, aufgenommen von E. Thiesson
Unbekannter Künstler, auch François Jules Collignon zugeschrieben, aufgenommen 1843 von Daguerre
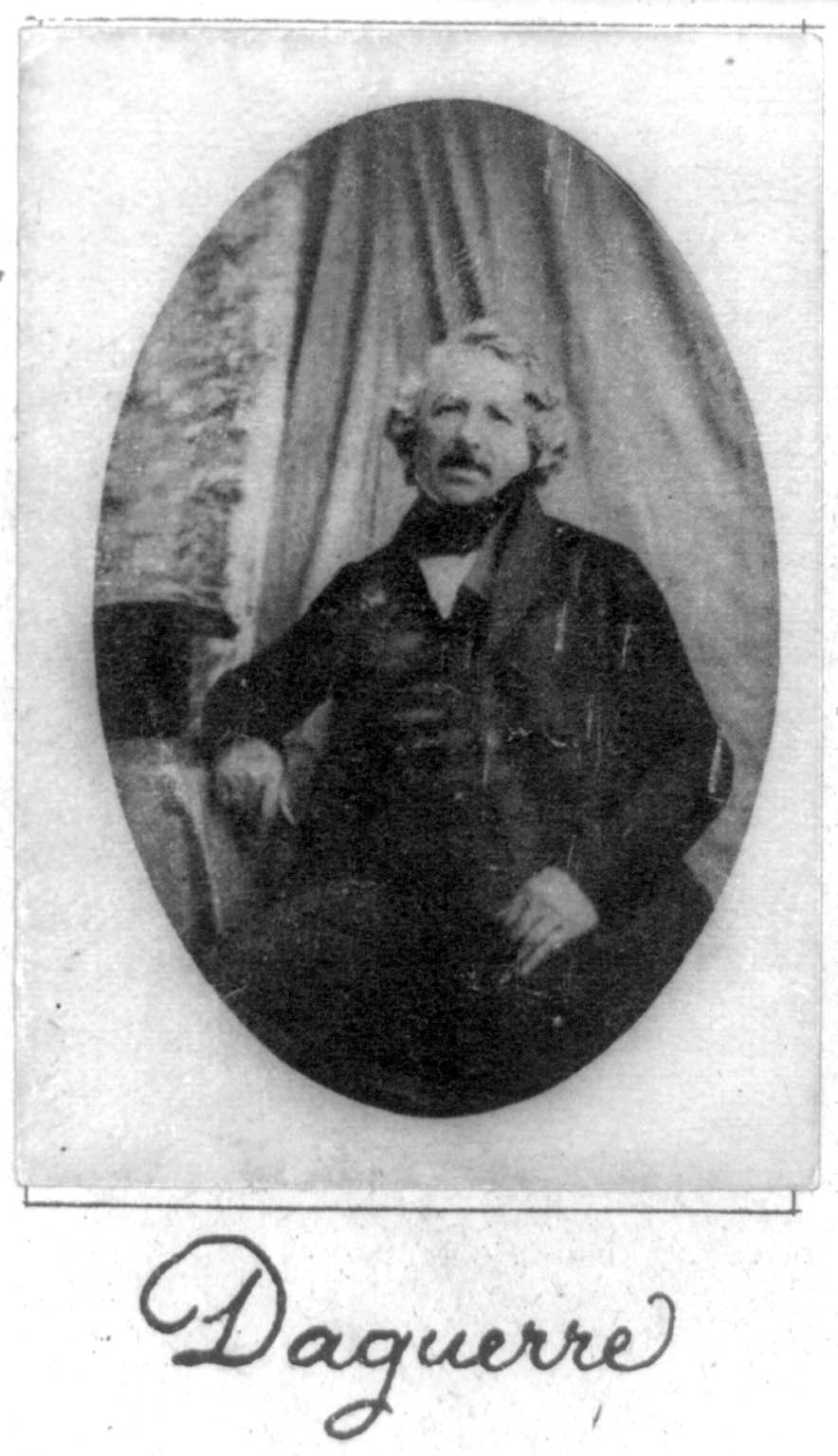
Louis Jacques Mandé Daguerre
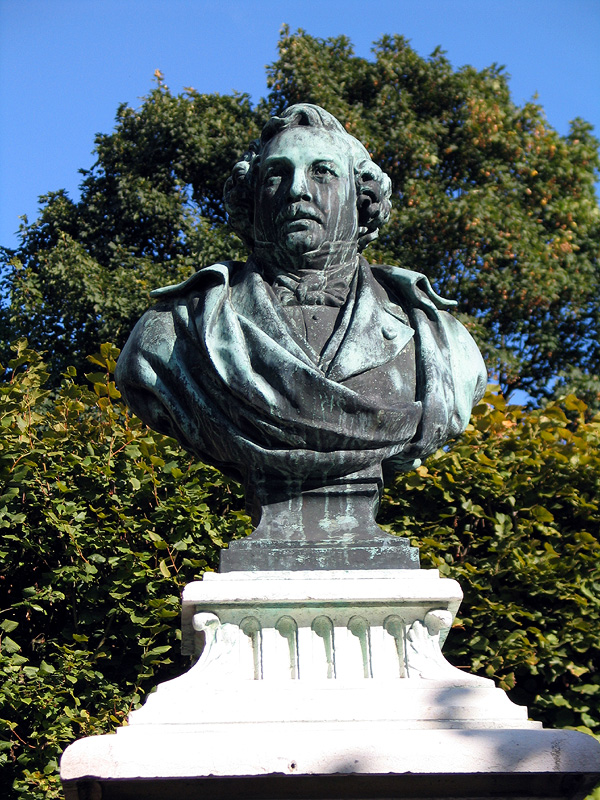
Büste zum Andenken Daguerres in Cormeilles en Parisis
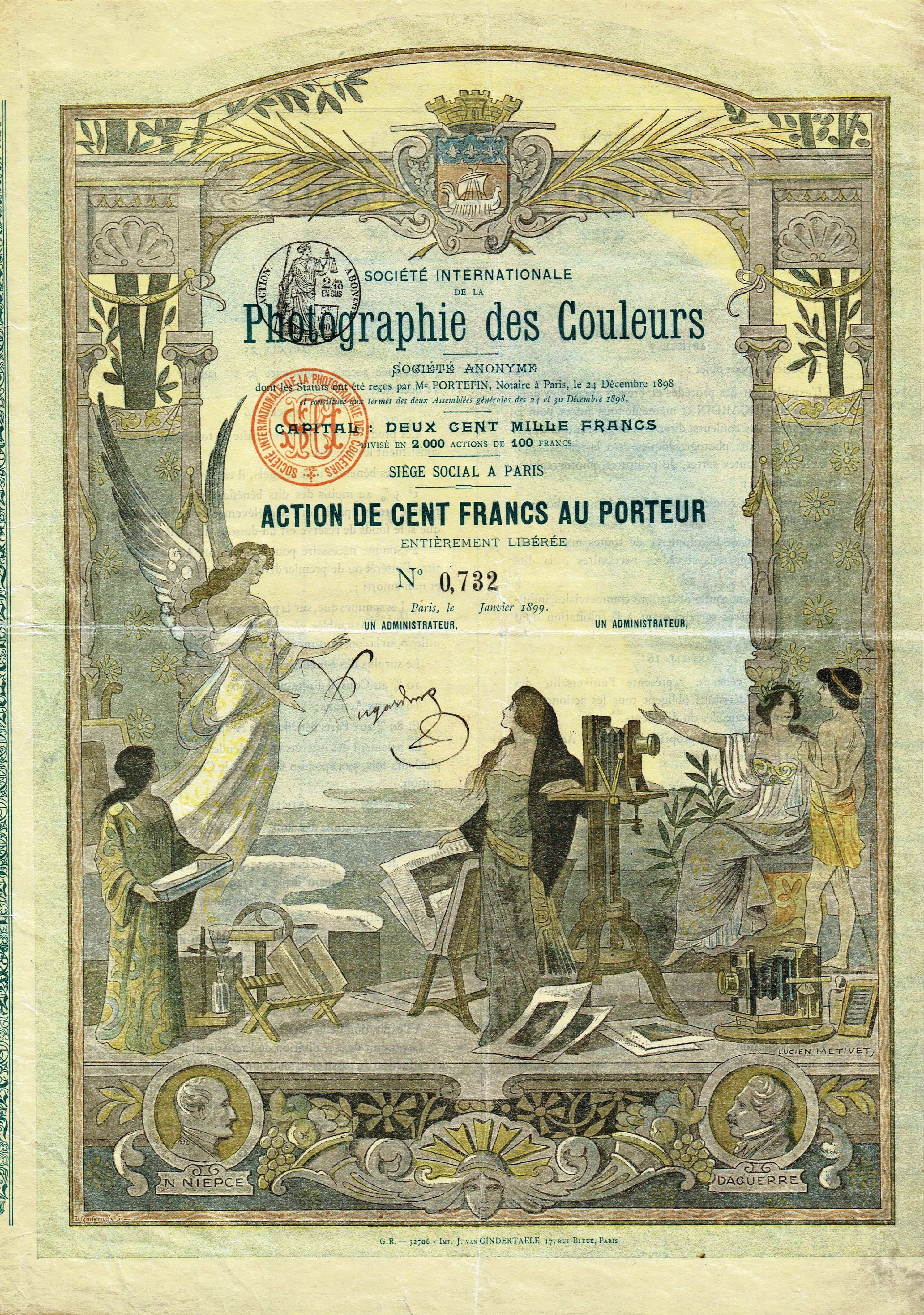
Louis Daguerre dargestellt auf der vom Künstler Lucien Métivet entworfenen Aktie der Soc. Internationale de la Photographie des Couleurs S. A.

## Werk
Daguerre beschrieb sämtliche zur Herstellung von Daguerrotypien notwendigen Geräte und chemischen Verfahren einschließlich der Kamera sehr detailliert in seinem Buch „Historique et description des procédés du Daguerréotype et du Diorama, par Daguerre, Peintre, inventeur du Diorama, officier de la Légion-d’Honneur, membre de plusieurs Académies, etc.“ (Geschichte und Beschreibung der Verfahren der Daguerreotypie und des Dioramas, von Daguerre, Maler, Offizier der Ehrenlegion, Mitglied verschiedener Akademien usw.). Es wurde Ende August 1839 von Susse Frères herausgebracht und bereits wenige Tage später von der J. B. Metzler’schen Verlagsbuchhandlung in einer deutschen Übersetzung angeboten.
Das Porträt eines Künstlers im Jahr 1843, das François Jules Collignon (1787–1846), dem Bruder von Madame Daguerre, zugeschrieben wird, ist eines von noch drei erhaltenen Porträts Daguerres, andere erhaltene Daguerreotypien Daguerres befinden sich heute unter anderem in amerikanischen Museen, wie dem George Eastman House.
Im Jahr 1977 wurden Fotoarbeiten von Louis Daguerre auf der documenta 6 in Kassel in der berühmten Abteilung Fotografie gezeigt, die den Zusammenhang zur zeitgenössischen Kunst im Kontext von „150 Jahren Fotografie“ darstellte.

## Film
- Thomas Ammann: Meilensteine der frühen Kommunikation. DVD. Drehbuch: Susanne Päch. Kamera: Johannes Kirchlechner. Reihe: P. M. Wissensedition. Meilensteine, 3. o. J. (2007), 60 Min.[9]